# 趙國琦
趙國琦（？—？），原名趙國芬，中举人后改名国琦，字伯玉，號太室，江西南昌府南昌縣人，明朝政治人物。

## 生平
九月十八日生，治诗经。萬曆十年（1582年）壬午科江西鄉試第五十七名舉人，二十三年（1595年）成乙未科會試第八十三名，廷試三甲第一百四十七名進士，工部觀政，二十四年四月初授庐江县知县，二十七年六月調常熟县，擢官工部都水司主事，三十一年任雲南乡试主考官，以病辞，由刑部山西司主事程寰代替。改吏部文選司主事。四十六年起为浙江嘉湖道参议，泰昌元年升河南按察司副使，备兵睢城。

## 家族
曾祖趙彦峻。祖趙端甫。父趙應麟，封文林郎庐江县知县。母熊氏，封孺人。具庆下。兄趙國華（戊子舉人）。娶姜氏，封孺人。子学钟、學釗、学鈜、學鋾。